# اونتشین
اونتشین (به چکی: Unčín) یک منطقهٔ مسکونی در جمهوری چک است که در شهرستان ژدار ناد سازاوو واقع شده‌است.
 اونتشین ۳٫۸۲ کیلومتر مربع مساحت و ۱۹۲ نفر جمعیت دارد و ۴۸۰ متر بالاتر از سطح دریا واقع شده‌است.